# Karl-Heinz Schulmeister

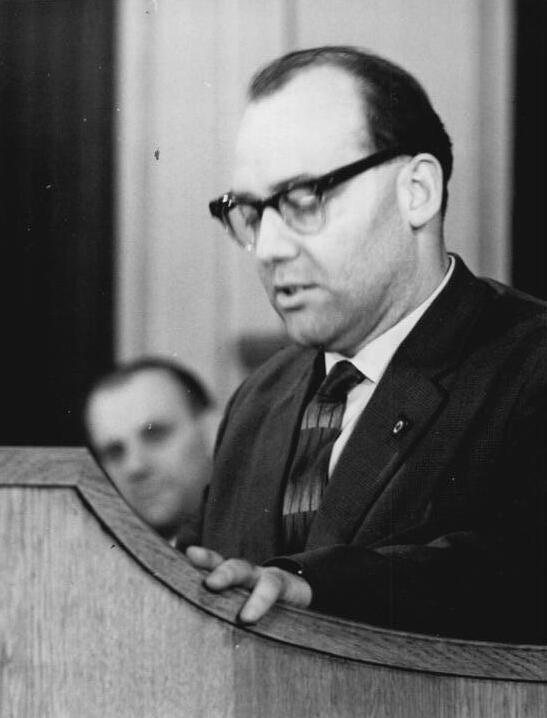
Karl-Heinz Schulmeister in 1962

Karl-Heinz Schulmeister (Bützow, 6 mei 1925 — Bad Saarow, 17 juli 2017) was een Duits historicus en Oost-Duits politicus.

## Levensloop
Schulmeister werd geboren in Mecklenburg en volgde in zijn geboorteplaats het middelbaar onderwijs. Van 1942 tot 1945 was hij militair bij de Wehrmacht. Na de Tweede Wereldoorlog werd hij lid van de communistische Socialistische Eenheidspartij van Duitsland (Sozialistische Einheitspartei Deutschlands, SED).
Karl-Heinz Schulmeister werd ook lid van de Cultuurbond (Kulturbund, KB) en was die organisatie districtssecretaris in Schwerin. Vanaf 1952 was hij landssecretaris van de KB in Mecklenburg en tot 1954 tevens KB-districtssecretaris in Rostock. Hij was van 1952 tot 1954 ook lid van de districtsdag (Bezirkstag) van Rostock. Van 1957 tot 1957 was hij eerste bondssecretaris, en daarna tot 1987 vicevoorzitter van de Cultuurbond. Sinds 1958 was Schulmeister lid van de Nationale Raad van het Nationaal Front (Nationale Front, NF). In 1969 werd hij lid van het presidium van het Nationaal Front.
Karl-Heinz Schulmeister was van 1958 tot 1990 voor de KB lid van de Volkskammer en zat van 1965 tot 1990 de KB-fractie voor. Als afgevaardigde in de Volkskammer was Schulmeister van 1963 voorzitter van de kamercommissie cultuur en vanaf mei 1969 was hij lid van het presidium van de Volkskammer.
In de jaren 50 en '60 studeerde Schulmeister geschiedenis. Hij promoveerde in 1974. Vanaf 1982 was hij hoogleraar aan de destijds in Oost-Berlijn gelegen Humboldt Universiteit Berlijn.
Na de Wende (1989) trok Schulmeister zich uit de politiek terug en ging hij met pensioen. Hij ging in Eichwalde wonen.
Vanaf 2014 ging hij in een rusthuis wonen in Bad Saarow, waar hij op 92-jarige leeftijd overleed.

## Onderscheidingen
- 1974: Vaderlandse Verdienstenorde